# Astacilla granulata
Astacilla granulata là một loài chân đều trong họ Arcturidae. Loài này được Sars miêu tả khoa học năm 1877.